# Den ensomme Prærierytter
Den ensomme Prærierytter er en amerikansk stumfilm fra 1919 af J. Gordon Edwards.

## Medvirkende
- William Farnum som Steele
- Louise Lovely som Ray Longstreth
- G. Raymond Nye som Bully Brome
- Charles Clary som Cyrus Longstreth
- Lamar Johnstone som Jeff Lawson